# Radio Kalima
Radio Kalima (arabisch راديو كلمة, DMG Rādiyū Kalima ‚Radio Wort‘) ist ein privater Hörfunksender aus Tunesien, dessen Programm auf UKW im Großraum Tunis, per Satellit und als Livestream über das Internet ausgestrahlt wird. Der Sender wurde 2008 gegründet und versuchte, eine kritische und unabhängige Berichterstattung in Tunesien zu etablieren. 

## Kritisches Untergrundradio
Unter der autoritären tunesischen Regierung von Zine el-Abidine Ben Ali war das Radio starker Repression ausgesetzt, so fand die Berichterstattung überwiegend aus dem Untergrund statt. Eine beantragte Sendelizenz für UKW zur Legalisierung wurde von Ben Alis Regime nie gewährt. In der Medienlandschaft während der umfangreichen Zensurbemühungen unter Ben Ali sticht Radio Kalima heraus, da es unabhängig und kritisch berichtete.
Nachdem der Sender ab dem 26. Januar 2009 auch über den Satelliten HotBird zu empfangen war, wurde das Sendestudio in Tunis kurz darauf aufgespürt und geschlossen. Ein Journalist wurde festgenommen, viele der anderen Redakteure gezwungen, das Radio zu verlassen. Die Journalistin, Menschenrechtsaktivistin und Mitbegründerin Sihem Bensedrine ging ins Exil. Aus Frankreich konnte das Radio als Internetradio weiterbetrieben werden. Doch auch in Tunesien versuchten Journalisten weiterhin, über politische und von anderen tunesischen Medien nicht angesprochene Themen zu recherchieren.

## Tunesische Revolution 2010/2011
Während der Tunesischen Revolution wurden zwei Journalisten der Station verhaftet. Nissar Ben Hassen wurde nach der Veröffentlichung von Videos von Demonstrationen festgenommen. Der Korrespondent des Radios aus Gafsa, Moez Jemai, wurde verhaftet und misshandelt, nach dem er zu Beginn der Unruhen aus Sidi Bouzid berichtet hatte.
Nach Sihem Bensedrines Rückkehr nach Tunis im Januar 2011 wird erneut eine Sendegenehmigung beantragt, die am 29. Juni 2011 auf der Frequenz 90,7 MHz erteilt wurde. Der Sender wird nun aus einem Studio in Tunis betrieben, dessen Einrichtung von France Inter zur Verfügung gestellt wurde und noch immer von Chefredakteur Omar Mestiri geleitet. Etwa 20 Mitarbeiter sind an der Produktion des Programms beteiligt. 

## Verbreitungswege
Im Großraum Tunis sendet Radio Kalima auf UKW und das Programm wird konstant ins Netz gestreamt.
Per Satellit ist der Sender auf Hot Bird 13° Ost über die Frequenz 11.411 H (SR 27500, FEC 5/6) auch in Europa zu empfangen.